# 安曇野市有明荘
安曇野市有明荘　（あづみのし ありあけそう）は、長野県安曇野市にある国民宿舎。温泉宿であるが日帰り入浴も可。中部山岳国立公園、国民保養温泉地。

## 施設
当施設は安曇野市が「安曇野市観光宿泊施設条例」に基づき設置する「安曇野市観光宿泊施設」のひとつで、現在は指定管理者制度により株式会社燕山荘が指定管理者の指定を受け管理・運営に当たっている。営業は4月 - 11月まで。
中部山岳国立公園内、標高1,380メートルの中房渓谷にあり、飛騨山脈（北アルプス）燕岳登山口の手前700メートルという場所に立地している。建物は鉄筋2階建て。客室は24室で、すべて和室。収容人数は73人である。館内には有明温泉の大浴場のほか、食堂、売店、休憩のためのスペースが用意されている。食事は旬の山菜やイワナ、馬刺し、わさび漬けといった地元の特産品を用いた料理が提供される。

## 歴史
1949年（昭和24年）、秘湯・中房温泉の下流300メートルほどの場所で源泉を発見。これを元に1950年（昭和25年）11月に着工、1951年（昭和26年）に開業したのが、現在の有明荘の前身「村営有明温泉」である。当時の南安曇郡有明村の厚生施設（保養所）という位置づけであったが、村民だけでなく登山や湯治で村外から訪れる客も多かったという。食事は自炊が基本で、依頼があれば炊き出しを行っていた。1954年（昭和29年）、昭和の大合併により穂高町が誕生。1960年（昭和35年）、厚生年金還元融資を受け建物を新築し、「穂高町営国民宿舎有明荘」となった。2005年（平成17年）10月1日、平成の大合併により安曇野市が誕生。2008年（平成20年）度からは燕山荘が指定管理者として運営を開始した。

## 温泉
当施設の温泉「有明温泉」の泉質は下記の通り。
- 泉質：アルカリ性単純温泉[4]
- 泉温：セ氏65度[3]
- 効能：神経痛、筋肉痛、リウマチ、糖尿病、冷え症など[4]

男湯・女湯それぞれに大浴場・露天風呂を設置しているほか、家族風呂も有する。
当地の温泉はふもとの穂高温泉まで引湯され、ホテルや旅館、温泉付きの別荘などで広く利用されている。有明・穂高温泉は、1980年（昭和55年）3月27日付けで国民保養温泉地に指定された。

## 交通アクセス
公共交通機関
JR大糸線・穂高駅から路線バスで55分間（季節運行、中房温泉#中房温泉行定期バスを参照）。
自家用自動車
長野自動車道・安曇野インターチェンジから自動車で60分間。普通車25台分の駐車場がある。

## 「中房温泉郷」呼称問題

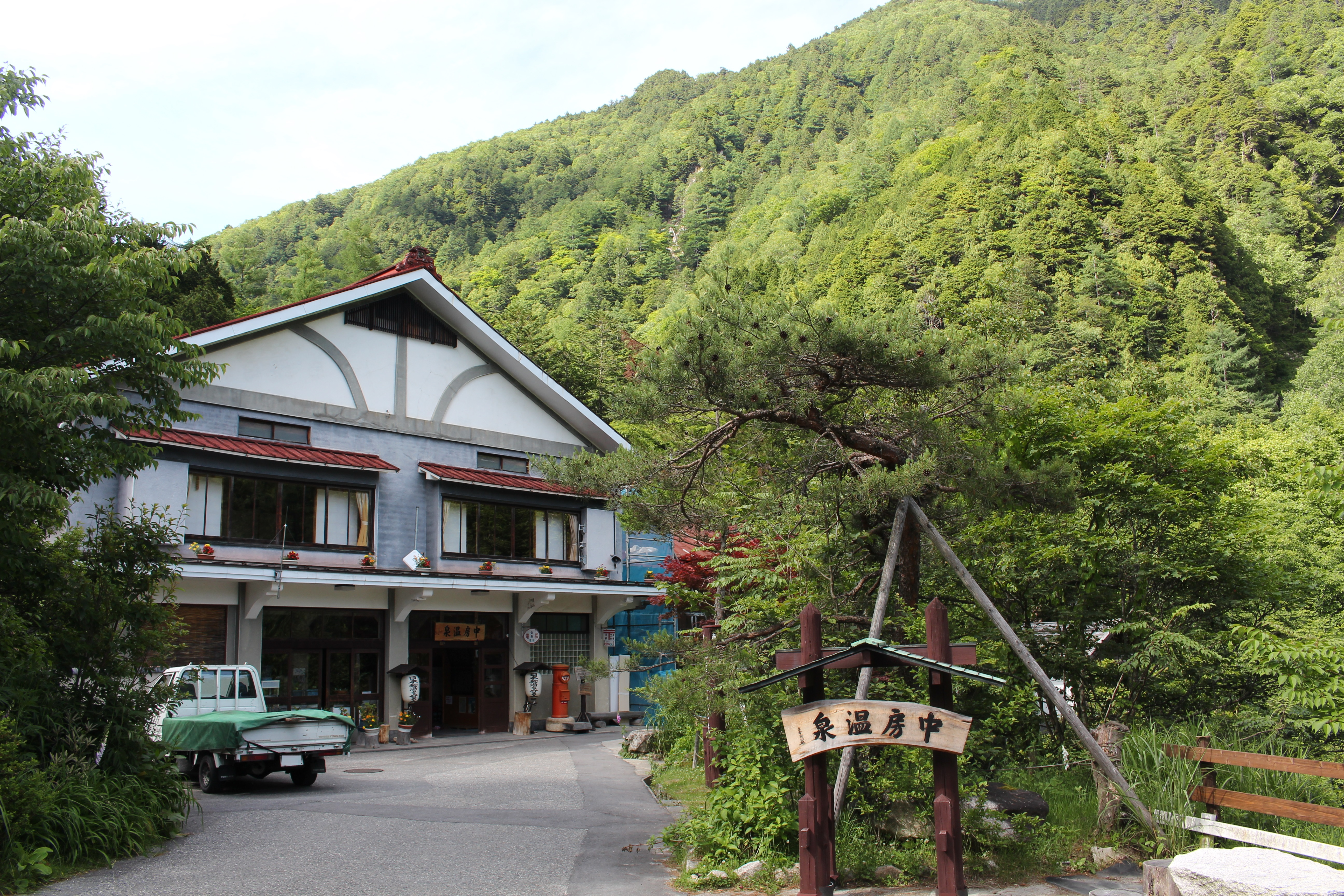
中房温泉

有明荘では1985年（昭和60年）頃から「中房温泉郷」と銘打った観光PRを行っていたが、2004年（平成16年）に「中房温泉」の名称を商標登録した中房温泉旅館が有明荘を所有する穂高町→安曇野市を相手に訴えを起こし、「中房温泉郷」の使用を取り止めることで和解した経緯がある。